# Mod (Escòcia)
Un mod és un festival de la cançó, arts i cultura en gaèlic escocès. Hi ha mòds locals i un mòd anual nacional, el Royal National Mod, organitzat sota els auspicis d'An Comunn Gàidhealach.
Un mod té bàsicament l'estructura de les competicions formals. Hi domina la cançó (tant coral com individual) i la música tradicional gaèlica, amb gaites i fiddle. També hi ha actes centrats en la paraula, com la lectura de poesia, les rondalles, lectura de la Bíblia o monòlegs, i competicions literàries.
Contràriament al National Mod, els mods locals solen durar un dia o dos, i atrauen una quantitat molt més petita de gent, essent l'únic esdeveniment social important el céilidh dels guanyadors.

## Etimologia
El terme mod prové de la paraula gaèlica per parlament o congrés, d'ús molt comú durant la Senyoria de les Illes. Històricament, la paraula gaèlica mòd es referia a qualsevol tipus d'assemblea.

## Festivals similars
Culturalment, els mods es poden comparar a l'eisteddfod gal·lès, encara que sense les antigues arrels, ni la faramalla druídica del Eisteddfod Nacional de Gal·les.

## Llista de mods
- Royal National Mod
- Mod de Caithness i Sutherland
- Mod de Dalriada (àrea de Lochgilphead)
- Mod de Easter Ross
- Mod d'East Kilbride
- Mod d'Edinburgh
- Mod de Glasgow
- Mod de Harris
- Mod d'Inverness
- Mod d'Islay
- Mod de Kyle
- Mod de Lewis
- Mod de Lochaber
- Mod d'Oban
- Mod de Mull
- Mod de Perthshire i Angus
- Mod de Skye
- Mod de Stirling
- Mod d'Uist
- Mod de Wester Ross